# Gruppo della calcopirite
Il gruppo della calcopirite è un gruppo di minerali con formula chimica generica ADX2 dove A e D sono metalli vari e X può essere zolfo (S) oppure selenio (Se). È un gruppo più comune del similare gruppo della perovskite.

## Minerali del gruppo della calcopirite
I minerali che compongono tale gruppo sono:
- Calcopirite
- Eskebornite
- Gallite
- Laforêtite
- Lenaite
- Roquesite
- Shenzhuangite

A questi minerali se ne aggiunge un altro, ancora in fase di studio e di assegnazione di un nome, con composizione chimica Cu2MnSnS4.